# Đổng Ế
Đổng Ế (chữ Hán: 董翳; ?-203 TCN) là tướng nhà Tần và vua chư hầu thời Hán Sở trong lịch sử Trung Quốc.

## Tướng nhà Tần
Theo Sử ký, Đổng Ế giữ chức đô úy thời Tần Nhị Thế. Năm 209 TCN, Trần Thắng khởi binh chống nhà Tần, sai Chu Văn mang quân đánh vào Hàm Dương. Tần Nhị Thế sai Chương Hàm mang quân ra ngăn chặn. Sau khi nghe tin Chu Văn thất bại và phải tự sát ở Tào Dương, Nhị Thế phái Đổng Ế và trưởng sử Tư Mã Hân ra giúp Chương Hàm đánh dẹp các lực lượng chống đối khác.
Đổng Ế theo Chương Hàm đánh bại các lực lượng chư hầu: quân Sở của Trần Thắng, quân Ngụy của Ngụy Cữu, quân Tề của Điền Đam, quân Sở tái lập của Hạng Lương. Sau đó ông theo Chương Hàm đánh nước Triệu.
Tướng nước Sở là Hạng Vũ (cháu Hạng Lương) cứu Triệu, đại phá quân Tần ở Cự Lộc. Sau đó quân Tần bị Hạng Vũ đánh bại nhiều lần. Các tướng Tần bị Tần Nhị Thế bức bách nên Chương Hàm đầu hàng nước Sở. Đổng Ế cũng theo hàng.
Hạng Vũ gộp quân Tần vào quân Sở cùng đi đánh Hàm Dương. Tới Tân An, Hạng Vũ sợ hàng binh nước Tần nổi loạn bèn sai chôn sống quân Tần. Toàn bộ 20 vạn tướng sĩ nước Tần bị giết, chỉ còn Chương Hàm cùng Đổng Ế và Tư Mã Hân được giữ lại trong quân Sở.

## Địch vương
Vào Hàm Dương, Hạng Vũ là chư hầu mạnh nhất, được các chư hầu khác hàng phục, tự xưng là Sở Bá vương và phong đất cho các chư hầu. Đổng Ế trong số các tướng được phong làm chư hầu.
Để kiềm chế Hán vương Lưu Bang vốn là người vào Hàm Dương trước và muốn tranh ngôi vị vua Quan Trung, Hạng Vũ chia nước Tần làm 3, phong cho Chương Hàm làm Ung vương, Đổng Ế làm Địch vương, Tư Mã Hân làm Tắc vương. Đổng Ế làm Địch vương cai trị đất Thượng Quận, đóng đô ở Cáo Nô.
Lưu Bang bất bình vì bị đẩy vào Hán Trung, bèn ngầm khởi binh chống Sở. Nhờ dùng kế giả sửa sạn đạo đánh lừa Chương Hàm, Lưu Bang đánh úp nước Ung khiến Ung vương Hàm phải rút vào thành Phế Khâu cố thủ. Sau đó Hán vương sai Hàn Tín đánh nước Tắc và nước Địch. Địch vương Ế và Tắc vương Hân không chống cự nổi quân Hán nên đầu hàng.

## Chết cùng Sở
Năm 205 TCN, sau khi chinh phục hàng loạt chư hầu, nhân lúc Hạng Vũ mải đánh nước Tề, Lưu Bang tấn công vào kinh đô Sở là Bành Thành. Hạng Vũ mang quân từ Tề về đánh bại đại quân Hán. Lưu Bang thua tan tác phải bỏ chạy về phía tây. Đổng Ế thấy nước Sở mạnh lại cùng Tư Mã Hân trở về theo Sở Bá vương. Hạng Vũ không trị tội hàng Hán và vẫn thu nhận hai người.
Chiến tranh Hán Sở tiếp diễn. Hạng Vũ đánh bại quân Hán, chiếm hai thành quan trọng là Vinh Dương và Thành Cao. Nhưng trong lúc quân Sở thắng trận thì tướng Hán là Hàn Tín lại liên tiếp chinh phục các chư hầu theo Sở là Ngụy, Triệu, chiêu hàng Yên và diệt Tề - lãnh thổ Trung Quốc hơn nửa theo về Hán. Đồng thời, tướng nước Lương là Bành Việt lại quấy rối hậu phương quân Sở, cắt đường vận lương.
Năm 203 TCN, Hạng Vũ buộc phải thân chinh đi đánh Bành Việt, sai Đổng Ế cùng Hải Xuân hầu Tào Cữu và Tư Mã Hân ở lại giữ Thành Cao. Trước khi đi, Hạng Vũ dặn các tướng phải giữ Thành Cao cẩn thận, chỉ cần cố thủ trong 15 ngày thì Hạng Vũ sẽ trở về.
Trong lúc Hạng Vũ đánh Lương đang thuận lợi, thu phục được nhiều thành trì thì quân Hán kéo đến đánh Thành Cao. Quân Hán mấy lần khiêu chiến với quân Sở nhưng các tướng Sở không chịu ra. Quân Hán sai người mắng nhiếc năm sáu ngày. Tào Cữu nổi giận không kìm được, cùng Đổng Ế và Tư Mã Hân đem quân vượt qua sông Tự Thủy đánh địch. Quân Sở vừa mới ra giữa sông, bị quân Hán đánh úp. Quân Sở thua tan tác. Đổng Ế cùng Tào Cữu và Tư Mã Hân hối không kịp, bèn cùng nhau tự đâm cổ chết giữa sông Tự Thủy. Thành Cao bị quân Hán tái chiếm.
Đổng Ế theo phục vụ các chính quyền Tần, Hán và Sở; theo nước Sở khoảng 4 năm, không rõ bao nhiêu tuổi.